# Batšeba
Batšeba, ali po starejših svetopisemskih prevodih Betsabeja, je bila v skladu s hebrejsko Biblijo žena Hetita Urije in kasneje kralja Davida. Najbolj znana je po svetopisemski pripovedi, v kateri jo je k sebi poklical kralj David, ki jo je videl, ko se je kopala in si jo poželel. Bila je mati Salomona, ki je Davida nasledil kot kralj, zaradi česar je postala kraljica mati.

## Svetopisemska pripoved
Batšeba je bila hči Eliama (2 Sam 11,3), Ammiela v (1 Kr 3,5). Eliam je v 2 Sam 23,34 omenjen kot sin Ahitofela, ki je opisan kot Gilonit. Batšeba je bila žena Urija Hetita.
Davidove prve povezave z Batšebo so opisane v 2. Samuelovi knjigi in so v Knjigah kronik izpuščene. David je med hojo po strehi svoje palače videl zelo lepo žensko, ki se je kopala. Naročil je poizvedbo in ugotovil, da je bila Batšeba, Urijeva žena. Poželel si jo je in ji pozneje zaplodil otroka.
V prizadevanju, da bi prikril svoj greh, je poklical Urija iz vojske (s katero je bil na pohodu) v upanju, da bo Urija legel s svojo ženo in mislil, da je otrok njegov. Toda Urija ni hotel kršiti pravila starodavnega kraljestva, ki je veljalo za bojevnike v aktivni službi. Namesto da bi šel domov v svojo posteljo, je raje ostal pri palači.
Po večkratnih prizadevanjih, da bi Urija prepričal, da spi z Batšebo, je kralj ukazal svojemu generalu Joabu, naj Urija postavi v prve bojne vrste, kjer bo najverjetneje v boju umrl. David je Uriju sam prenesel sporočilo, ki je pripeljalo do njegove smrti. Potem ko je bil Urija tako rekoč umorjen, se je David poročil z Batšebo.
Davidovo dejanje ni bilo všeč Bogu, ki je poslal preroka Natana, da je okaral kralja. Ko je prerok povedal priliko o bogatašu, ki je odvzel eno majhno ovco svojemu revnemu sosedu (2 Sam 12,1–6) in vzbudil kraljevo jezo proti krivičnemu dejanju, je primer prerok uporabil neposredno za Davidovo dejanje z Batšebo. Kralj je takoj priznal svoj greh in izrazil iskreno kesanje. Davidovega prvega otroka z Batšebo je prizadela huda bolezen in je nekaj dni po rojstvu neimenovan umrl, kar je kralj sprejel kot svojo kazen. Natan je tudi opozoril, da bo Davidova hiša kaznovana zaradi Urijevega umora.
Batšeba je kasneje rodila Davidovega sina Salomona. V Davidovi starosti je Batšeba na podlagi Davidove obljube prestolonasledstvo zagotovila Salomonu, namesto Davidovemu starejšemu preživelemu sinu druge žene, kot so Čileab (2 Sam 3,1–6), Adonija (1 Kr 1,11–31) in drugi (2 Sam 3,1–6). Davidova kazen se je zgodila leta pozneje, ko je eden od Davidovih ljubljenih sinov Absalom vodil upor, ki je kraljestvo pahnil v državljansko vojno. Poleg tega je Absalom, da bi dokazal svojo trditev, da je novi kralj, imel spolni odnos v javnosti z desetimi očetovimi priležnicami, kar bi lahko šteli za neposredno, desetkratno božansko povračilo za Davidovo skrivnostno žensko (2 Sam 16,20–23).

## Judaizem

### Razmerje do Ahitofela
Številni učenjaki vidijo Batšebo kot vnukinjo Ahitofela , kot pravijo odlomki v Talmudu. Argument je, da jo imenujejo hči Eliama v {bbibl|2 Sam 11,3}} in 2 Sam 23,34, Eliama, sina Ahitofela Gilonca, enega od Davidovih 'tridesetih'. Domneva se, da sta ta dva Eliama isti osebi.
Vendar so v 1. Kroniki imena zelo različna: Batšeba se v 1 Kr 3,5 imenuje Batšua, Ammielova hči. In na seznamu Davidovih trideset v 1 Kr 11,36 imamo Ahijo Pelonita. Nekateri se tudi sprašujejo ali bi bil Ahitofel dovolj star, da bi imel vnukinjo.

### V rabinski literaturi
Batšeba je bila vnukinja Ahitofela, Davidovega slavnega svetovalca. Aggadah navaja, da je Ahitofela njegovo astrološko znanje zavedlo, da je verjel, da mu je usojeno postati izraelski kralj. Zato je Absaloma napeljal k neprimerljivemu zločinu (2 Sam 16,21), ki bi po judovskem zakonu prej ali slej prinesel smrtno kazen; motiv tega nasveta je bil odstraniti Absaloma in si tako narediti pot do prestola. Astroloških informacij pa da ni razumel; kajti v resnici je napovedoval le, da bo njegova vnukinja Batšeba, hči njegovega sina Eliama, postala kraljica.
Midraš prikazuje vpliv Satana, ki je povzročil grešno razmerje Davida in Batšebe, na naslednji način: Batšeba se je kopala, morda za pletenim zaslonom. Satan je bil upodobljen kot prihajajoč v preobleki ptice. David, ki je strelja na ptico, je udaril po zaslonu in ga razdelil; tako se Davidu Batšheba razkrije v svoji lepoti.

## Krščanstvo
V Mt 1,6 je "Urijeva žena" omenjena kot eden od Jezusovih prednikov.
V srednjeveški tipologiji je bila Batšeba prepoznana kot antitip, ki napoveduje vlogo Eklezije, poosebljene cerkve, saj je bil David za Jezusa antitip. Kot kraljica in mati je bila z Blaženo Devico Marijo povezana tudi kot nebeška kraljica. Sin Batšebe, kralj Salomon, vstane, da jo pozdravi, se pokloni in ji privošči sedež na desni. To dokazuje njen vzvišeni status in delež v kraljevskem kraljestvu.(1 Kr 2,19–20) Batšeba deluje kot priprošnjik za svoje podložnike in kralju posreduje njihove prošnje: »Prosite kralja Salomona - ne bo vas zavrnil - naj mi da Abusaga Sunamkinjo za mojo ženo«. 1 Kr 2,17 
Ko Jezus ustanovi Cerkev, ohrani kontinuiteto s svojo dedno hišo Davida: Marija, ki je mati Kristusa Kralja, ima v katolištvu zelo favoriziran status kraljice matere v Božjem kraljestvu in še naprej posreduje v imenu vernih, ki jo molijo.

## Islam
David v islamu velja za preroka in nekatera islamska tradicija meni, da je biblijska zgodba nezdružljiva z načelom nezmotljivosti (Ismah) prerokov. Hadis, naveden v Tafsir al-Kabir in Majma 'al-Bayan, izraža, da je Ali bin Abi Talib dejal: »Kdor reče, da se je David poročil z Uriahovo ženo, kot pripovedujejo legende, ga bom kaznoval dvakrat: enkrat za qazf (lažno obtožujoč nekoga prešuštva), drugič pa zaradi oskrunjenja preroštva (obrekovanje preroka Davida)«.
V drugem hadisu iz šiitskih učenjakov piše, da je Ali Al-Ridha med razpravami z učenjaki drugih religij o nezmotljivosti prerokov enega izmed njih vprašal: »Kaj praviš o Davidu?« je rekel: »David je molil, ko se je pred njim pojavila čudovita ptica, David pa je zapustil molitev in šel za ptico. Medtem ko je David hodil po strehi svoje palače, je videl Batšhebo, ki se je kopala ... tako da je David njenega moža postavil v prve bojne vrste, da bi ga ubil, da bi se lahko poročil z Batšebo«. Ali Al-Ridha se je razburil in rekel: »Inna Lillahi wa inna ilaihi raji'un, božjemu preroku dodeliš počasnost v molitvi, nato pa ga obtožiš nečednosti in nato obtožiš umora nedolžnega človeka!« Vprašal je »kaj je torej zgodba o Uriahu?« in Ali Al-Ridha je dejal: »Takrat se ženske, katerih možje so umrli ali so bili ubiti v vojni, ne bodo nikoli več poročile (in to je bilo izvor številnih zlob). David je bil prva oseba, ki je to tradicijo prelomila. Torej Uriah je bil po naključju ubit v vojni, David se je poročil z njegovo ženo, toda ljudje težko sprejemajo to nenavadno poroko (in o njej so se nato poročale legende).

## Kritični komentarji
Ime Batšebe se v 1 Kr 3,5 piše Bath-shua, oblika postane zgolj različica branja Bath-sheba. Odlomki, v katerih je omenjena Bath-sheba, so 2 Sam 11,2–12,24 in 1 Kr 1,2 - obe sta del najstarejšega sloja knjig Samuela in Kraljev, del te dvorne zgodovine Davidove, napisal nekdo, ki je stal zelo blizu dogodkov in ki Davida ni idealiziral. V njem vsebovano gradivo ima višjo zgodovinsko vrednost kot tisto v kasnejših slojih teh knjig. Budde ga je kasneje povezal z dokumentom Jahvist Heksateuha.
Edina interpolacija, ki zadeva zgodbo o Batšebi, je nekaj verzov v zgodnjem delu dvanajstega poglavja, ki povečujejo moralni ton Natanovega očitka Davidu. Po Karlu Buddeju je interpolirani del 12,7, 8 in 10-12; po mnenju Friedricha Schwallyja in H. P. Smitha je celotno 12,1–15a interpolacija in 12,1-15b treba neposredno pridružiti 11,27. To ne vpliva neposredno na pripoved o sami Batšebi. 1. Kronika izpušča vsa sklicevanja na način, kako je Batšeba postala Davidova žena in v 1 Kr 3,5 navaja samo imena njenih otrok - Šimea, Šobab, Natan in Salomon.
Oče Batšebe je bil Eliam ("Ammiel" v 1 Kr 3,5). Ker je bilo to tudi ime sina Ahitofela, enega od Davidovih junakov (2 Sam 23,34), je bila morda Batšeba vnukinja Ahitofela in da je bila njegova dezertifikacija Davida v času Absalomovega upora maščevanje za Davidovo vedenje. proti Batšhebi.
Kenneth E. Bailey si pasažo razlaga z drugačne perspektive: pravi, da je bil Davidov Jeruzalem tesno pozidan in je bila Batšebina hiša oddaljena le dvajset metrov od Davidove strehe; ljudje so bili v starih časih izjemno skromni do svojih teles, zato predlaga, da se je Batšeba namerno kazala, tako da je bila namesto nedolžne žrtve pravzaprav ona zapeljala Davida, da bi se rešila Urije in se preselila h kralju Davidu.
David je poklical Batšebo zaradi seksa. Lawrence O. Richards navaja, da svetopisemsko besedilo podpira nedolžnost Batšebe, da je David prevzel pobudo, da bi ugotovil njeno identiteto in jo poklical ter da je bila takrat sama in ni mogla zavrniti kraljevih prošenj. David J. Zucker piše, da »je žrtev posilstva z močjo«. [29] Andrew J. Schmutzer je izjavil, da je »zaradi Davidovega prevzema Batšebe odgovoren za to, da je prišla k njemu«. Antony F. Campbell navaja: »Kršitev Batšebe« je lahko najmanj nezadovoljiva terminologija, zlasti glede na ambivalentnost. Po besedah Michaela D. Coogana je Davidova napaka v besedilu razložena že od samega začetka: »Bila je pomlad, čas, ko so kralji šli v vojno ... David pa je ostal v Jeruzalemu« (2 Sam 11,1); če David ne bi bil stran od vojne, se incident ne bi zgodil.
Incidenca v Batšebi vodi do premika v perspektivi knjige; pozneje je bil David »v veliki meri na milost in nemilost prepuščen dogodkom, namesto da bi jih usmerjal«. Družine ne more več nadzorovati in na koncu ga strmoglavi Absalom. In v 2 Sam 13 se zdi, da zgodba o posilstvu Davidovega sina Amnona nad njegovo sestro Tamar, ki je bila pripovedovana tako kmalu po incidentu v Batšebi, vzpostavlja vzporednico med spolnimi zlorabami očeta in sina.

## Kulturne reference

### Umetnost – Batšeba pri kopanju
Skupaj z Evo je bila Batšeba skoraj edina ženska, katere gola upodobitev je bila zlahka in redno upravičena v krščanski umetnosti, zato je pomembna osebnost pri razvoju akta v srednjeveški umetnosti. Čeprav je bila včasih prikazana oblečena v drugih točkah njene zgodbe, je bila najpogostejša upodobitev tako v srednjeveški kot poznejši umetnosti Batšeba pri kopanju, formalno ime za umetniško temo, ki prikazuje kopalko Batšebo, ki jo je gledal kralj David. To lahko prikažemo z različno stopnjo golote, odvisno od poze in namestitve oblačil ali brisač. Eno najpogostejših umestitev v 15. stoletju, morda presenetljivo, je bilo v miniaturah, ki ponazarjajo horarij, osebni molitvenik, ki je psalter prehitel kot najbolj priljubljeno pobožno knjigo za laike. To je bilo zlasti v Franciji. [34]
V umetnosti je tema ena najpogosteje prikazanih v toposu Moč žensk. Tema je bila priljubljena od renesanse naprej kot priložnost, da se v središču zgodovinske slike prikaže velika gola ženska. Včasih se prikažejo Batšebine služabnice ali 'glasnice', ki jih je poslal David in pogosto oddaljeni David, ki gleda s svoje strehe. Glasnice včasih zamenjajo z Davidom samim, toda večina umetnikov sledi Svetemu pismu, da bi v tej epizodi Davida držala na distanci.
Nekatere slike so:
- Batšeba, Hans Memling, c. 1480
- Batšheba prikopanju, Rembrandt, Louvre, najbolj znana slika te teme.
- Batšeba pri kopanju, Paolo Veronese, 1575, Musée des Beaux-Arts de Lyon, Francija. To je nenavadno oblečena Batšeba
- Batšeba pri kopanju'' Sebastiano Ricci, 1720-ta, Museum of Fine Arts, Budimpešta

### Film
Batšebo so upodobili:
- Susan Hayward v filmu David in Batšeba (1951),
- Rosalind Elias v televizijski premieri opere / kantate Ezre Laderman And David Wept (1971) [26]
- Jane Seymour v televizijskem filmu Zgodba o Davidu (1976).[27]
- Alice Krige v filmu King David (1985),
- Melia Kreiling v televizijski miniseriji The Bible (2013).

### Glasba
- David in Batšeba (ki je neimenovana) sta omenjena v pesmi Leonarda Cohena Aleluja (izdana leta 1985) (»videli ste jo, kako se je kopala na strehi, njena lepota v mesečini vas je prevzela«). [38] [ 39]
- Pesem Dead z albuma Doolittle iz leta 1989 Pixies, prikazuje Davidovo poželenje po Batšebi, nosečnost, ki je bila posledica prešuštva, in Urijevo smrt. Batšeba in Urija sta omenjena po imenu. [40]
- Mad About You, pesem na Stingovem albumu The Soul Cages iz leta 1991, raziskuje Davidovo obsedenost z Batšebo z Davidove perspektive, [41]
- David in Bstšeba z albuma Brown Bird Bottom of the Sea je ponovitev zgodbe z Davidove perspektive